# Бианки, Виталий Витальевич
Вита́лий Вита́льевич Биа́нки (12 января 1926, Ленинград — 26 июня 2021, Кандалакша, Мурманская область) — советский и российский орнитолог, биолог и эколог, доктор биологических наук. Автор более 150 научных работ и 3 книг.

## Семья
Сын известного писателя Виталия Бианки, внук зоолога Валентина Бианки.

## Биография
Родился в Ленинграде. С 1943 года учился в военном училище. Демобилизовался в 1950. В 1955 году окончил университет и вскоре уехал на Север. Жизнь учёного на протяжении более полувека связана с Кандалакшским заповедником, который он впервые посетил студентом и где работал — с 1992 года ведущим научным сотрудником. Пионер в исследовании колоний морских птиц Онежского залива, организатор мониторинга морских птиц Кандалакшского залива Белого моря. Много занимался просвещением населения. Почётный гражданин Кандалакши, член ряда обществ, почётный эколог Российской Федерации. До конца жизни продолжал заниматься полевой научной работой.
Похоронен на старом кладбище г. Кандалакши.

## Труды
- Бианки В. В. Кулики, чайки и чистиковые Кандалакшского залива. — Мурманск: Мурманское кн. изд-во, 1967. — 364 с.
- Бианки В. В. Экология куликов, чаек и чистиковых Кандалакшского залива  Автореферат дис. на соискание учён. степени канд. биол. наук. — Л.: Зоологический институт АН СССР, 1966. — 17 с.
- Бианки В. В. Птицы Белого моря (Современное состояние, сезонное размещение и биология): Автореф. дис. на соиск. учён. степ. д-ра биол. наук. — СПб.: Зоологический институт РАН, 1993. — 46 с.
- Бианки В. В. К истории изучения птиц Белого моря // Зоологический журнал. — 2012. — Т. 91, № 7. — С. 785—794.
- Бианки В. В., Федяева Т. А. Виталий Бианки. — М.: Молодая гвардия, 2021. — 298[6] с.: ил. — (Жизнь замечательных людей)